# Cribrilina alcicornis
Cribrilina alcicornis är en mossdjursart som beskrevs av Jullien 1882. Cribrilina alcicornis ingår i släktet Cribrilina och familjen Cribrilinidae. Inga underarter finns listade i Catalogue of Life.